# Marmaduke Tunstall
Marmaduke Tunstall (Burton Constable, 1743 – Wycliffe, 11 ottobre 1790) è stato un ornitologo, botanico e naturalista britannico autore della Ornithologica Britannica (1771), probabilmente la prima opera britannica ad usare la nomenclatura binomiale.

## Biografia
Nato a Burton Constable nello Yorkshire, nel 1760 succedette alle tenute di famiglia di Scargill, Hutton, Long Villers e Wycliffe. Essendo cattolico, fu educato a Douai in Francia. Dopo aver completato gli studi, si stabilì a Welbeck Street a Londra, dove formò un vasto museo, oltre a una vasta collezione di uccelli e animali vivi. È noto per aver scoperto il falco pellegrino. Dopo essersi sposato nel 1776, il museo fu trasferito a Wycliffe e all'epoca era uno dei migliori in Inghilterra.
Tunstall divenne membro della Society of Antiquaries di Londra all'età di 21 anni e nel 1771 fu divenne membro della Royal Society.
Tunstall morì a Wycliffe e le sue proprietà passarono al fratellastro William Constable. Constable invitò Thomas Bewick a Wycliffe, dove trascorse due mesi a disegnare e incidere vari esemplari di uccelli. La collezione fu infine acquistata dalla Newcastle Society nel 1822 e costituì la base della Great North Museum: Hancock.